# Дараа (мухафаза)
Дераа, или книжовно Дараа (на арабски: درعا), е сред 14-те мухафази (области) на Сирия. Административен център е град Дераа.
Населението ѝ е 1 027 000 жители (по приблизителна оценка от декември 2011 г.). Намира се в часова зона UTC+2. Разделена е на 3 минтаки (околии) и 17 нахии (общини). Основен език е арабският.